# Arackar licanantay
Arackar licanantay (kuz. "huesos de los atacameños") es la única especie del género extinto Arackar de dinosaurio saurópodo titanosaurio, posiblemente parte de los saltasáuridos, que vivió a finales del período Cretácico, hace aproximadamente entre hace 83.3 y 66 millones de años entre el Campaniense y el Maastrichtiense, en lo que es hoy Sudamérica.

## Descripción
El holotipo SNGM-1/1-23 consiste en un esqueleto parcial compuesto de elementos axiales y apendiculares, incluyendo varios fragmentos no identificados. Estos pertenecen a un individuo subadulto con una longitud estimada en 6.3 metros.
Rubilar-Rogers et al. han identificado algunas características distintivas. El hueco entre la protuberancia antearticular y el cuerpo vertebral es alto y ancho. El vaciado entre la parapófisis y el reborde entre la protuberancia antearticular y el cuerpo vertebral se extiende sobre todo el frente del pedestal del arco vertebral, pero no por encima del canal espinal. Las protuberancias de la articulación posterior son más estrechas que la protuberancia de la espina. Las crestas entre la protuberancia de la espina y las protuberancias de la articulación posterior son reducidas y más cortas que la faceta de la protuberancia de la articulación posterior.

## Descubrimiento e investigación
El espécimen holotipo fue descubierto a 75 km al sur de Copiapó por C. Arévalo en 1993, y más tarde en febrero de 1994 fueron excavados y recolectados
por C. Arévalo y A. Rubilar. Los restos pertenecen a capas de la Formación Hornitos en Chile que datan del Cretácico Superior, entre el Campaniano al Maastrichtiano. Actualmente es el ejemplar más completo de saurópodo encontrado en Chile.
Adicionalmente, se han hecho otras 3 expediciones al sitio en 2006, 2007 y 2011, resultando en el descubrimiento de un espécimen extra preservado en condiciones similares separado por unos 100 metros del holotipo.

## Clasificación
Arackar fue colocado en Titanosauria dentro de Lithostrotia, como taxón hermano de Isisaurus formando un clado junto con Rapetosaurus, posiblemente dentro de Saltasauridae.